# Persicaria hydropiperoides
Persicaria hydropiperoides är en slideväxtart som först beskrevs av André Michaux, och fick sitt nu gällande namn av John Kunkel Small. Persicaria hydropiperoides ingår i släktet pilörter, och familjen slideväxter. Inga underarter finns listade i Catalogue of Life.